# 越後憲
越後 憲（、1929年〈昭和4年〉12月2日 - 没年不詳）は、日本の元俳優である。別名は越後 憲三（）。秋田県出身。
趣味はクレー射撃。妻は元女優の寺沢弘子。

## 来歴・人物
1947年（昭和22年）、第2期東宝ニューフェイスで東宝に入社。同期には塩沢とき、杉葉子がいた。
クレジットされている作品は少ないが、ジャンルを問わず多くの作品に出演した。
同じく東宝の俳優であった加藤茂雄によれば、越後は日本劇場の舞台で流行りのジャズを取り入れるなど、現代的センスの持ち主であったという。また、妻の寺沢弘子によれば、俳優仲間との付き合いがよく、特に同じクレー射撃の趣味を持っていた三橋達也とは休日をともにすることが多かったという。
1971年（昭和46年）、専属制度廃止と共に芸能界を引退。東宝の斡旋で俳優仲間だった岩本弘司と共に東宝の本社近くにあった喫茶店に就職した。
寺沢によると既に故人であるという。没年不詳。

## 出演作品

### 映画
- 太平洋の鷲（1953年）：通信兵[7]
- 次郎長三国志 第七部 初祝い清水港（1954年）
- 坊っちゃん社員（1954年）
- お菊と播磨（大映京都、1954年）：小姓数馬
- 幽霊男（1954年）：牧原（金田一の助手）
- ゴジラシリーズ
  - ゴジラ（1954年）：栄光丸船員[2][3][6]
  - ゴジラの逆襲（1955年）：海洋KK漁業社員・自衛隊員（2役）
  - モスラ対ゴジラ（1964年）：記者[8][5]
  - 三大怪獣 地球最大の決戦（1964年）：野次馬[9][10]
  - 怪獣大戦争（1965年）：自衛隊員[要出典]
  - ゴジラ・エビラ・モスラ 南海の大決闘（1966年）：赤イ竹隊員[要出典]
  - 怪獣総進撃（1968年）：SY-3乗員A[7][2]（吉川[5]）
- 逃げてきた花嫁（1956年）
- 初恋チャッチャ娘（1956年）
- 青い芽（1956年）
- 与太者と若旦那（1956年）
- 哀愁の街に霧が降る（1956年）：三好
- おかしな奴（1956年）：大助の友人
- 空の大怪獣 ラドン（1956年）：警官[11]
- 嵐の中の男（1957年）
- 大番（1957年）：カブ屋店員
  - 大番 完結篇（1958年）
- 大学の侍たち（1957年）
- 一本刀土俵入（1957年）：伊兵衛
- 続サラリーマン出世太閤記（1957年）
- 地球防衛軍（1957年） ：第2ベーター号乗員[要出典]
- ちゃっきり金太（1958年）：遊び人A
  - 続ちゃっきり金太（1958年）
- ドジを踏むな（1958年）
- 密告者は誰か（1958年）：警官
- 人生劇場 青春篇（1958年）：杉源の乾分
- 弥次喜多道中双六（1958年）
- 若旦那は三代目（1958年）
- 潜水艦イ-57降伏せず（1959年）：原田上水[7]
- 銀座のお姐ちゃん（1959年）：グレン隊B
- 青春を賭けろ（1959年）
- サラリーマン十戒（1959年）
- 独立愚連隊（1959年）
- 日本誕生（1959年）：大和の兵[12]
- 顔役と爆弾娘（1959年）
- サラリーガール読本 むだ口かげ口へらず口（1960年）：タクシーの運転手
- サラリーマン御意見帖 男の一大事（1960年）
- 銀座退屈娘（1960年）：城東組の乾分浜崎
- 国定忠治（1960年）
- 電送人間（1960年）：ジープの運転手[7]
- 羽織の大将（1960年）
- ハワイ・ミッドウェイ大海空戦 太平洋の嵐（1960年）
- サラリーマン目白三平 亭主のためいきの巻（1960年）：印刷屋
- 地の涯に生きるもの（1960年）
- 背広三四郎シリーズ
  - 花のセールスマン 背広三四郎（1960年）
  - 背広三四郎 男は度胸（1961年）
  - 背広三四郎 花の一本背負い（1961年）
- 暗黒街の弾痕（1961年）
- 特急にっぽん（1961年）
- モスラ（1961年）：ヘリコプター操縦士B[7]
- 守屋浩の三度笠シリーズ 有難や三度笠（1961年）
- トイレット部長（1961年）
- 真紅の男（1961年）
- 野盗風の中を走る（1961年）
- 女難コースを突破せよ（1962年）
- 忠臣蔵 花の巻・雪の巻（1962年）
- クレージー映画
  - ニッポン無責任野郎（1962年）：タクシー運転手
  - ホラ吹き太閤記（1964年）：蜂須賀の部下・織田家の武将（2役）[注釈 1]
  - 無責任遊侠伝（1964年）：パチンコ屋の客
  - 大冒険（1965年）：森垣の手下
  - クレージーだよ 奇想天外（1966年）：国会の警備員
  - クレージーの怪盗ジバコ（1967年）：ジープ運転手
  - 日本一の男の中の男（1967年）：丸菱造船社員
  - 日本一の裏切り男（1968年）：パチンコ屋の客
  - クレージーの大爆発（1969年）：パトカーの警官
  - だまされて貰います（1971年）：タクシー運転手
- 太平洋の翼（1963年）：輸送機の副操縦員[13]
- やぶにらみニッポン（1963年）
- こんにちは赤ちゃん（1964年）：警官A
- 君も出世ができる（1964年）
- 狸シリーズ
  - 天才詐欺師物語 狸の花道（1964年）
  - 狸の大将（1965年）：バスの運転手
  - 狸の王様（1966年）：松川巡査
  - 狸の休日（1966年）：パトカーの巡査
- 宇宙大怪獣ドゴラ（1964年）：自衛隊員
- 西の王将 東の大将（1964年）
- 社長シリーズ
  - 社長忍法帖（1965年）
  - 社長行状記（1966年）：運転手
  - 続・社長行状記（1966年）
- こゝから始まる（1965年）
- 戦場にながれる歌（1965年）
- けものみち（1965年）
- ゼロ・ファイター 大空戦（1966年）
- 坊っちゃん社員 青春でつッ走れ!（1967年）
- 颱風とざくろ（1967年）
- 東宝8.15シリーズ
  - 連合艦隊司令長官 山本五十六（1968年）：新聞記者[要出典]
  - 日本海大海戦（1969年）
  - 激動の昭和史 軍閥（1970年）
- 空想天国（1968年）
- 若者よ挑戦せよ（1968年）
- 恋にめざめる頃（1969年）
- 死ぬにはまだ早い（1969年）：新聞記者
- 水戸黄門漫遊記（1969年）：権造の手下
- 野獣の復活（1969年）
- 栄光への反逆（1970年）：新聞記者
- 喜劇 頑張れ!日本男児（1970年）
- 昭和ひとけた社長対ふたけた社員（1971年）：クラブ民のボーイ
- 若大将対青大将（1971年）：交通課課員
- 昭和ひとけた社長対ふたけた社員 月月火水木金金（1971年）
- 夕日くん サラリーマン仁義（1973年）

### テレビ
- ウルトラシリーズ
  - ウルトラQ 第3話「宇宙からの贈りもの」（1966年1月16日放送）：記者[注釈 1]
  - ウルトラセブン 第7話「宇宙囚人303」（1967年11月12日放送）：今野（ハンター[3][6]）
  - 帰ってきたウルトラマン 第21話「怪獣チャンネル」（1971年8月27日放送）：旅客機の機長
- 怪奇大作戦 第6話「吸血地獄」（1968年10月20日放送）：警官